# Benjamin Boulenger
Benjamin Boulenger, né le 1er mars 1990 à Maubeuge en France, est un footballeur français. Il joue au poste de défenseur central ou d'arrière gauche.

## Biographie

### Carrière de joueur

#### Formation
Boulenger joue d'abord en Division d'Honneur avec l'AS Aulnoye-Aymeries avant de signer avec l'US Boulogne. Il fait partie de la sélection amateur du Nord-Pas-de-Calais. Après une saison comme réserviste, en 2011-2012, il joue trente-trois matchs en National avec les boulonnais.

#### RC Lens
Après des contacts avec Jocelyn Blanchard, il arrive au Racing Club de Lens en août 2013. Il est envoyé avec la réserve professionnelle. Il joue son premier match en professionnel, le 11 novembre 2013, face au Chamois niortais remplaçant Pablo Chavarría, et inscrit un but quelques secondes après son entrée en jeu. 
Le club du RC Lens recevant une interdiction de recrutement, il ne peut pas signer un contrat professionnel car il ne serait pas homologué. Avec Samuel Atrous, il passe six mois sans équipe et attend le mois de décembre pour qu'un contrat de six mois lui soit proposé et homologué,.

#### Charleroi SC
Le 26 mai 2015, il quitte le club lensois, qui vient d'être relégué en Ligue 2, et signe, pour deux ans, plus une année en option, au Sporting de Charleroi, club de Jupiler Pro League.
Longtemps réserviste, voire en tribune, il monte au jeu la toute première fois en Jupiler Pro League le 23 avril 2016, lors de la victoire de son club 4-0 face au FC Malines.

#### Oud-Heverlee Louvain
N'ayant que très peu de temps de jeu (11 matches joués en 2 ans toutes compétitions confondues), il est prêté sans option d'achat au club de Oud-Heverlee Louvain en 2e division belge.

#### Retour à Charleroi
De retour de prêt au Sporting de Charleroi, la situation ne change pas pour Benjamin Boulenger et malgré un contrat qui court jusqu'en juin 2019, il est versé dans le noyau B et est prié de se chercher un nouveau club.